# Робурент
Робурент (итал. Roburent) — коммуна в Италии, располагается в регионе Пьемонт, в провинции Кунео.
Население составляет 548 человек (2008 г.), плотность населения составляет 19 чел./км². Занимает площадь 29 км². Почтовый индекс — 12080. Телефонный код — 0174.
Покровителем коммуны почитается святой Сир, празднование 7 июля.

## Демография
Динамика населения:

## Администрация коммуны
- Официальный сайт: